# Kenzaburō Ōe
Kenzaburō Ōe (大江 健三郎, Ōe Kenzaburō) est un écrivain japonais né le 31 janvier 1935 et mort le 3 mars 2023, lauréat du prix Nobel de littérature. Ce dernier a consacré celui « qui, avec une grande force poétique crée un monde imaginaire où la vie et le mythe se condensent pour former un tableau déroutant de la fragile situation humaine actuelle ». Ses écrits reflètent son engagement en faveur de l'antimilitarisme et du pacifisme et son opposition au nucléaire, tant militaire que civil. Il se revendique anarchiste. 

## Biographie
Kenzaburō Ōe est né dans un village « cerné par la forêt de l’île de Shikoku, où sa famille habitait depuis des centaines d’années sans qu’aucun de ses membres ne se soit jamais exilé ». Il reçoit à l'école, comme l'ensemble des enfants japonais, une éducation très nationaliste. Alors que le Japon est en guerre, on lui apprend à tirer à balles réelles, à se préparer à tuer et à mourir pour ne pas se livrer à l'ennemi. Il est plusieurs fois battu par son professeur, qui estimait qu'il se tenait mal lors de la prosternation devant l'autel impérial. 
Dès l’école primaire, il s’intéresse aux cultures et aux littératures étrangères et découvre, grâce à sa mère Les Aventures de Huckleberry Finn de Mark Twain d’abord dans une traduction japonaise qu’il apprend par cœur puis dans la version originale à laquelle il accède au moment de l’occupation américaine.
Son ouverture se renforce par la connaissance du travail de Kazuo Watanabe. À 18 ans, admis à l’université de Tokyo, il quitte pour la première fois l’île de Shikoku pour étudier la littérature française. Étudiant brillant mais solitaire, moqué de ses camarades et honteux de son accent provincial, il s'essaie à l'écriture dès 1957 sous l'effet de l'alcool et de tranquillisants[réf. nécessaire]. 
Il est alors fortement influencé par la littérature contemporaine occidentale, notamment française et américaine. Les œuvres de François Rabelais, Albert Camus et Jean-Paul Sartre, sur lequel porte son mémoire de fin d’études, nourrissent son inspiration. Ōe reconnait aussi en Louis-Ferdinand Céline, dont il étudie les ouvrages dans la version originale, l’une de ses influences majeures. Par ailleurs, il se plonge dans l'analyse de Dante et William Blake. Il ne se départira pas de sa curiosité pour les littératures occidentales et en 2006, il citera Pierre Gascar, Thomas Mann et Günter Grass parmi ses écrivains préférés et dira, par exemple, en 2015, trouver admirable le travail de Pascal Quignard. 
Il est fortement impliqué en 1960 dans la lutte contre le renouvellement du Traité de Sécurité nippo-américain, que les manifestants voient comme un déni de l’indépendance et de la vocation pacifiste du Japon d’après-guerre. Il se mobilise ultérieurement contre la guerre du Vietnam, contre les bases américaines au Japon et l'arme atomique. 
Son premier récit publié, Un drôle de travail, fait de lui le porte-parole de la jeune génération japonaise dont il incarne le désarroi. Au début des années 1960, son livre Ainsi mourut l'adolescent politisé fait de lui une cible des nationalistes. Face aux menaces de mort, son éditeur prit peur et présenta ses excuses d’avoir publié ses livres. Il vit pendant un temps « reclus » avec son épouse Yukari Itami et restera «  en proie à la vindicte de l'extrême droite pendant longtemps ».
En 1963, la naissance de son fils handicapé mental, Hikari, « modifie son univers avec autant de violence qu’une explosion solaire ». Dans le prolongement immédiat de cet événement personnel, il écrit deux ouvrages : Une affaire personnelle, premier d’une série de récits dont le personnage central est le père d’un enfant handicapé mental puis Notes de Hiroshima, recueil d’essais sur les survivants d’Hiroshima. Ils enregistrent les faits qui témoignent de la persistance vitale à la suite des bouleversements subits à l’échelle individuelle et mondiale. Ces expériences modifient définitivement sa vocation d’écrivain.
Après avoir reçu le prix Nobel de littérature en 1994, Ōe annonce qu’il n’écrira plus de romans, arguant que son fils, compositeur, a désormais sa propre voix et qu’il n’a donc plus besoin de lui apporter une possibilité d'expression par son œuvre de fiction.
En 1995, lors de la reprise des essais nucléaires français, à Fangataufa, il adresse une lettre de protestation au président Jacques Chirac, qui lui vaut une réponse virulente de Claude Simon, également lauréat du Prix Nobel.
Dans une interview pour The Paris Review en 2007, il se revendique anarchiste, disant « Dans mes principes, je suis anarchiste. Kurt Vonnegut a dit qu'il était agnostique tout en repectant la figure de Jésus Christ. Je suis un anarchiste qui adore la démocratie. ».
Il reprend la plume à la suite de la catastrophe nucléaire de Fukushima, en 2011, qu'il anticipe dans un article publié dans le quotidien Asahi le 10 mars, soit la veille du tremblement de terre.
« Je caresse depuis longtemps le projet de retracer l’histoire contemporaine du Japon en prenant comme référence trois groupes de personnes : les morts des bombardements d'Hiroshima et de Nagasaki, les irradiés de Bikini et les victimes des explosions dans des installations nucléaires. Si l’on se penche sur l’histoire du Japon avec le regard de ces morts, victimes du nucléaire, la tragédie qui est la leur est une évidence [...] L’histoire du Japon est entrée dans une nouvelle phase, et une fois de plus nous sommes sous le regard des victimes du nucléaire... ».
Ōe a été marqué par les dégâts causés par le nationalisme par une société militarisée. Défenseur du pacifisme et de la démocratie, il milite avec d’autres intellectuels pour que le Japon ne remette pas en cause l’article 9 de sa constitution. Il a ainsi fondé en 2004 avec Shūichi Katō et d’autres, une association de défense de la Constitution pacifique. Depuis 2011, il prend activement part aux manifestations antinucléaires consécutives à la catastrophe de Fukushima.
En mars 2012, Kenzaburō Ōe est l'invité d'honneur du salon du livre de Paris, où il participe à des débats avec la journaliste du Monde Josyane Savigneau (L'œuvre : « une affaire personnelle ») et l'écrivain japonais Satoshi Kamata (La Littérature de la catastrophe) sur l' « Agora » du Centre national du livre, qui attirent un public nombreux. La même année, il présente au Premier Ministre japonais une pétition de plus de 7 millions de signataires pour l'abandon de l'énergie nucléaire.
Il meurt le 3 mars 2023, à l'âge de 88 ans, mais la nouvelle n'est annoncée que le 13 mars par sa maison d'édition Kōdansha, après la tenue de funérailles familiales privées.

## Œuvre
L’œuvre d’Ōe, complexe et dense, occupe une place à part dans la littérature japonaise contemporaine. Deux thèmes marquent ses œuvres : la vie à la campagne, souvent retranscrite grâce au regard désabusé d'un enfant ou évoquée par le biais de révoltes paysannes (Gibier d'élevage, Le Jeu du siècle, Arrachez les bourgeons, tirez sur les enfants) et la naissance puis l'éducation d'un enfant handicapé mental (de Agwîî le monstre des nuages, où apparaît pour la première fois son fils Hikari, à Une existence tranquille en passant par le difficile et poignant Une affaire personnelle). Ses récits mettent souvent en scène des personnages masculins marginaux, hors-normes ou affichant une différence dérangeante : un homme persuadé d'être accompagné d'un kangourou géant dans Agwîî le monstre des nuages, un nourrisson avec une excroissance écarlate sur le crâne dans Une affaire personnelle et Le Jeu du siècle, un adolescent épileptique qui compose de la musique classique dans Une existence tranquille ou encore un garçon très lent et presque aveugle dans Dites-nous comment survivre à notre folie.
En plus de l'anormalité et des drames de l'histoire japonaise ou personnelle, d'autres motifs se dessinent : l'opposition avec la ville, la monstruosité, l'animalité, le désespoir, la violence, la sexualité et les mutations de la société nippone (perte de la divinité de l'Empereur après la reddition de 1945, conversion au libéralisme économique, américanisation des mœurs)... L'inspiration est largement autobiographique, surtout à partir de la naissance de Hikari en 1964. Ses romans, souvent écrits à la première personne, manifestent une imagination foisonnante, peut-être sans égal dans les lettres japonaises. Un questionnement métaphysique y est mêlé à une forme de brutalité, l'onirisme y côtoie la raison, l’histoire y accompagne la dimension du mythe et l’imaginaire y souligne, sans jamais s’y opposer, la réalité retranscrite en plusieurs strates composites. Ses romans oscillent généralement entre témoignage, rêverie et visions hallucinatoires.
Souvent le point de vue de l'enfant, à un âge où le filtre entre réalité et imaginaire n'est pas encore efficient, permet de confondre la perception concrète des événements et leur transfiguration. Par exemple, la nouvelle Gibier d'élevage prend pour narrateur un jeune garçon, lors de la Seconde Guerre mondiale, qui voit la communauté de son village recueillir un soldat noir américain dont l'avion s'est écrasé dans les montagnes. Les villageois, n'ayant jamais vu d'homme noir de leur vie, décident de traiter leur prisonnier comme une bête. Dans un Japon qui n'est jamais nommé comme tel, au cours d'une période historique que le lecteur identifie sans qu'elle soit explicitement citée, le récit à la première personne fait se confondre description détaillée de la vie quotidienne en milieu rural et allégorie dans la représentation d'une société humaine animalisée et barbare. Cette fable tragi-comique sur la désillusion, la cruauté et la quête vaine du paradis perdu, rappelle tout en les subvertissant, les romans d'aventures et la mythologie de l'enfance de Mark Twain .
Le monde d’Ōe, qui va du registre tragique à la truculence et l'humour subversif, traduit l’angoisse de l’individu, sans cesse en devenir, face aux bouleversements des temps modernes : un scepticisme s'exprime vis-à-vis de la société contemporaine en général et de la nation japonaise en particulier. Ōe est un auteur amer, critique voire nihiliste face à la civilisation et la norme sociale, se voulant de surcroît le pourfendeur du militarisme et du néofascisme répandu dans le Japon des années 1960. Ōe écrit d'ailleurs, en 1961, la nouvelle Seventeen, inspirée de la vie du jeune militant d'extrême-droite Otoya Yamaguchi. Auteur militant, il dénonce également les méfaits de l’urbanisation galopante et la vénération des nouvelles technologies. Ōe prône en effet un retour à la contemplation de la nature.
Le style est tourmenté, imagé, précis et riche en métaphores. Il saisit les infimes perceptions du réel et des flux de conscience contradictoires en prise avec les affects, les relations humaines opposées et le rapport de forces politiques. Le romancier fait souvent se côtoyer naturalisme, notamment dans son art de la description et dans la manière de reconstituer le corps dans toute sa matérialité (aucune ellipse n'est opérée quand un personnage se sustente, va à la selle, urine ou vomit à la suite de l'abus d'alcool...) et mythologie. À cela, s’ajoutent, des reportages, des réflexions littéraires et des considérations politiques ou écologiques. Ōe a parfois été perçu, en particulier par une partie de la critique nippone, comme un auteur occidentalisé. Ōe demande ainsi que la version anglaise d'Une affaire personnelle serve de base aux traductions en préférence à la version japonaise originale. Toutefois, loin d'être provocateur ou d’infliger un mauvais traitement aux conventions du langage littéraire, le japonais d’Ōe juxtapose différents registres stylistiques dans une langue ample, luxuriante, rugueuse et sans concession. L'auteur n'est pas opposé à ce que l'on associe son style à une partition musicale.

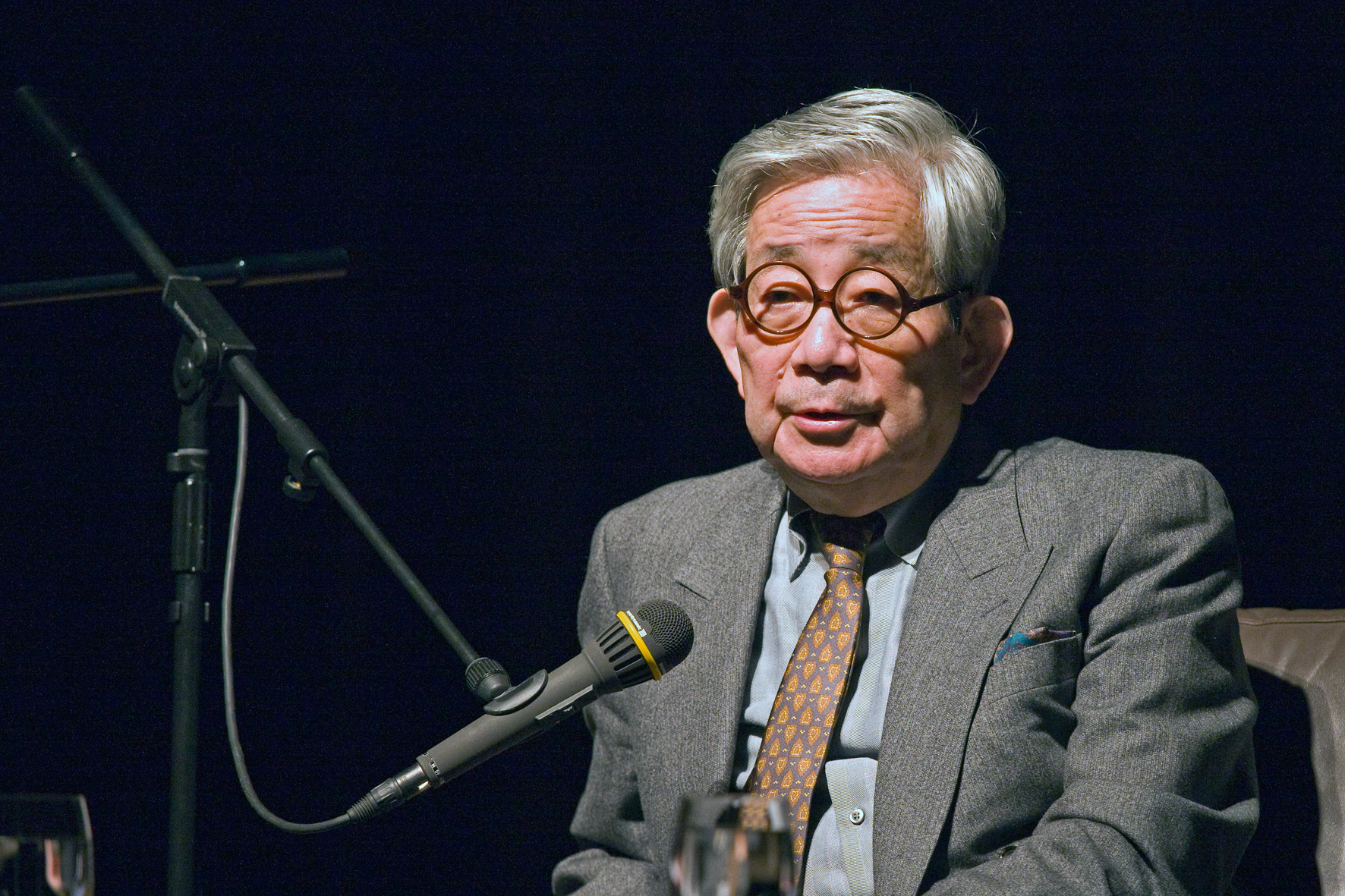
Ōe au Japanisches Kulturinstitut (Institut culturel japonais) de Cologne en Allemagne en 2008.

## Prix littéraires et distinctions
- Prix Akutagawa, la plus haute récompense littéraire japonaise, reçu à l’âge de 23 ans, pour "Gibier d'élevage"
- Prix Europalia 1989 pour l’ensemble de son œuvre
- Prix Nobel de littérature 1994
- Ordre de la Culture 1994 : refusé
- Docteur Honoris Causa de l’INALCO (Institut national des langues et civilisations orientales), 2005
- Chevalier de la Légion d'honneur (2002)[22]
- Commandeur de l'ordre des Arts et des Lettres (2012)[23]

## Œuvres traduites en français

### Romans
- Arrachez les bourgeons, tirez sur les enfants (芽むしり仔撃ち, Memushiri Kouchi, 1958), Gallimard, 1996 et dans Œuvres, Gallimard, collection Quarto, 2016.
- Une affaire personnelle (個人的な体験, Kojinteki na taiken, 1964), Éditions Stock, 1971 et dans Œuvres, Gallimard, collection Quarto, 2016.
- Le Jeu du siècle (万延元年のフットボール, Man'en gannen no futtobôru, 1967), Gallimard, 1985 et dans Œuvres, Gallimard, collection Quarto, 2016.
- M/T et l'histoire des merveilles de la forêt (M/Tと森のフシギの物語, M/ T to mori no fushigi no monogatari, 1986), Gallimard, 1989.
- Lettres aux années de nostalgie (懐かしい年への手紙, Natsukashii toshi e no tegami, 1987), Gallimard, 1993.
- Une existence tranquille (静かな生活, Shizuka na seikatsu, 1990), Gallimard, 1995 et dans Œuvres, Gallimard, collection Quarto, 2016.
- Adieu, mon livre ! (さようなら、私の本よ!, Sayônara, watashi no hon yo!, 2005), Éditions Philippe Picquier, 2013.

### Nouvelles
- Un curieux travail (奇妙な仕事, Kimyô na shigoto, 1957), dans Les Japons de Kenzaburo Ôé de Stéphane Nadaud, Éditions Demopolis, 2013 (sous le titre Une vie de chien) et dans Œuvres, Gallimard, collection Quarto, 2016.
- Le Faste des morts (死者の奢り, Shisha no ogori, 1957), dans Le Faste des morts, Gallimard, 2005 et dans Œuvres, Gallimard, collection Quarto, 2016.
- Le Ramier (鳩, Hato, 1958), dans Le Faste des morts, Gallimard, 2005.
- Gibier d'élevage (飼育, Shiiku, 1958), dans Dites-nous comment survivre à notre folie, Gallimard, 1982 et dans Œuvres, Gallimard, collection Quarto, 2016. NB: le metteur en scène cambodgien Rithy Panh en a fait un film en 2011.
- Tribu bêlante (人間の羊, Ningen no hitsuji, 1958), dans Anthologie de nouvelles japonaises contemporaines, Gallimard, 1986 et dans Œuvres, Gallimard, collection Quarto, 2016.
- Quelque part ailleurs (ここより他の場所, Koko yori hoka no basho, 1959), dans Les Paons La Grenouille Le Moine-cigale et dix autres récits (1955-1970), Éditions Picquier, 1988 et dans Œuvres, Gallimard, collection Quarto, 2016.
- Le Centre de recherches sur la jeunesse en déroute (後退青年研究所, Kôtai seinen kenkyûjo, 1960) dans Jeunesse - Anthologie de nouvelles japonaises contemporaines Tome 1, Éditions du Rocher, 2007.
- Seventeen (セヴンティーン, Seventeen, 1961), dans Le Faste des morts, Gallimard, 2005 et dans Œuvres, Gallimard, collection Quarto, 2016.
- Mort d'un jeune militant (Seventeen, suite et fin) (政治少年死す—セヴンティーン第二部, Seiji shônen shisu - Seventeen dainibu, 1961), dans Œuvres, Gallimard, collection Quarto, 2016.
- Agwîî le monstre des nuages (空の怪物アグイー, Sora no kaibutsu Aguî, 1964), dans La Nouvelle Revue française n°342-343, juillet-août 1981 (sous le titre Le Monstre des nuages) et dans Dites-nous comment survivre à notre folie, Gallimard, 1982.
- Dites-nous comment survivre à notre folie (われらの狂気を生き延びる道を教えよ, Warera no kyôki o iki nobiru michi o oshieyo, 1969) dans Dites-nous comment survivre à notre folie, Gallimard, 1982 et dans Œuvres, Gallimard, collection Quarto, 2016.
- Le jour où Il daignera Lui-même essuyer mes larmes (みずから我が涙をぬぐいたまう日, Mizukara waga namida o nugui tamau hi, 1972), dans Dites-nous comment survivre à notre folie, Gallimard, 1982 et dans Œuvres, Gallimard, collection Quarto, 2016.
- Un "arbre à pluie" intelligent (雨の木, Ame no ki, 1980), dans Le Serpent à Plumes n°19, printemps 1993 et dans Œuvres, Gallimard, collection Quarto, 2016.

### Poésie
- Un chant du souvenir (Katami no uta (Bannen youshiki shû - In reito sutairu), 2007), dans Œuvres, Gallimard, collection Quarto, 2016.

### Essais
- Notes de Hiroshima (ヒロシマ・ノート, Hiroshima nôto, 1965), Gallimard, 1996 et dans Œuvres, Gallimard, collection Quarto, 2016.
- Notes d'Okinawa (沖縄ノート, Okinawa nôto, 1970), Éditions Philippe Picquier, 2019.
- L'Attitude des écrivains japonais face au danger nucléaire, dans The Voice of the writer 1984 (p. 93-102), The Japan P.E.N. Club, 1986.
- Une Famille en voie de guérison (恢復する家族, Kaifuku suru kazoku, 1995), Gallimard, 1998.
- Moi, d'un Japon ambigu (あいまいな日本の私, Aimaina nihon no watashi, 1995), Gallimard, 2001 (le discours du Prix Nobel, p. 9-27, est repris dans Œuvres, Gallimard, collection Quarto, 2016 et dans Tous les discours de réception des prix Nobel de littérature, Flammarion, 2013).
- Adieu au nucléaire !, dans L'Archipel des séismes - Écrits du Japon après le 11 mars 2011 (p. 205-208), sous la direction de Corinne Quentin et Cécile Sakai, Éditions Philippe Picquier, 2012.

### Entretiens

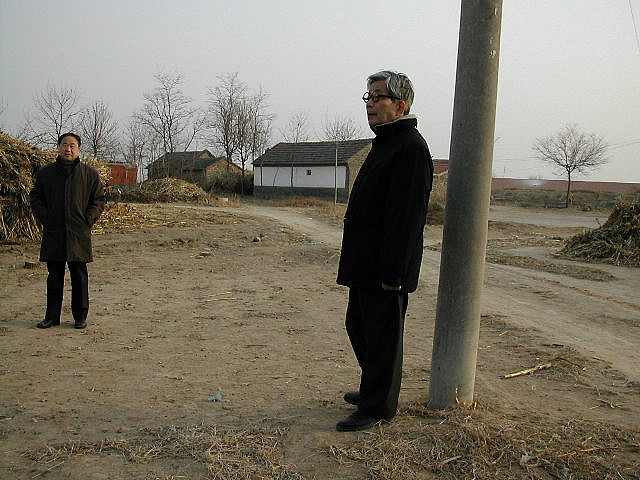
Kenzaburō Ōe (au premier plan), dans le village natal de l'écrivain chinois Mo Yan, prix Nobel de littérature 2012 (au second plan), en 2005. (Photo prise par l'interprète.)

- Entretien (avec Philippe Forest), dans La Nouvelle Revue française n°552 (p. 210-231), janvier 2000.
- A la recherche du pays du sorgho rouge (entretien avec Mo Yan, 2002), dans Dépasser le pays natal de Mo Yan, Le Seuil, 2015.
- Nostalgies et autres labyrinthes - Entretiens avec André Siganos et Philippe Forest, Éditions Cécile Defaut, 2004.
- Ôé Kenzaburô, l'écrivain par lui-même - Entretiens avec Ozaki Mariko (大江健三郎作家自身を語る, Ôé Kenzaburô sakka jishin o kataru, 2007), Éditions Philippe Picquier, 2014.
- In Late Style (entretien) (avec Philippe Forest), dans La Nouvelle Revue française n°599-600 (p. 317-326), mars 2012.

### Préface
- Écrits de Toru Takemitsu, Symétrie, collection Symétrie recherche, 2018.

### Podcast
- (fr) "Kenzaburō Ōe, écrivain abandonné ?", Podcast, Sans oser le demander, sur France Culture, 2023